# Стаљинизам
Стаљинизам (рус. сталини́зм) је израз који најчешће означава идеологију коју је осмислио Јосиф Стаљин те је настојао спроводити у дело у Совјетском Савезу за време своје владавине од 1920-их до 1930-их; обично се сматра једним од праваца марксизма-лењинизма, иако постоје аутори који га сматрају девијацијом од основних начела те идеологије. Стаљинистичка политика у Совјетском Савезу је своје основе имала у убрзаној индустријализацији, концепту социјализам у једној земљи, централизацији државе, колективизацији пољопривреде, те ширење интереса свих других комунистичких партија у свету према интересима Комунистичке партије Совјетског Савеза, а које су се сматрале авангардом комунистичке револуције.
Убрзана индустријализација Совјетског Савеза се правдала настојањима да се убрза развој друштва према комунизму, као и настојањем да се превлада ранија заосталост у односу на друге земље те стекне способност супротстављања спољашњим и унутрашњим непријатељима. Убрзану индустријализацију је пратила масовна колективизација пољопривреде и убрзана урбанизација.
Стаљинизам је, међутим, далеко познатији по томе што је заузео изузетно радикалан став у концепту класне борбе, односно што је масовно користио државни репресивни апарат како би друштво насилно очистио од буржоазије, кулака и других „класних непријатеља“, укључујући и чланство владајуће Партије које се сматрало недовољно верним стаљинистичким концептима; то је насиље, спроведено кроз чистке и масовне прогоне, од којих су најозлоглашенији постали Голодомор у Украјини и Велика чистка 1930-их.
Ти су догађаји с временом дали значајне аргументе антикомунистичкој и антисовјетској пропаганди, а стаљинизам је постао пежоративни који је служио за описивање тоталитарне владавине Јосифа Стаљина, сви негативни аспекти комунизма као идеологије и његове примене у пракси. Од Стаљинове политике се после његове смрти почело ограђивати и ново совјетско руководство, које је након XX конгреса КПСС 1956. започело процес дестаљинизације. С друге стране, део комунистичких партија се одбио одрећи стаљинистичке идеологије и у пракси, а за шта је најпознатији пример Комунистичка партија Кине под водством Мао Цедунга, која је развила властиту идеологију маоизам као својеврсни настанак и огранак стаљинизма. Та је одлука довела до кинеско-совјетског раскола 1960-их; Маоу се прикључила СР Албанија под Енвером Хоџом која је задржала свој стаљинистички карактер, али је 1978. након доласка Денг Сјаопинга на власт дошло до кинеско-албанског раскола при чему је створен нови марксистичко-лењинистички правац који се назива Хоџизам. Иако КП Кине данас још увек формално Стаљина сматра једним од извора своје службене идеологије, једином стаљинистичком земљом света се обично назива једино Северна Кореја.